# Home for Christmas (série télévisée)
Pour les articles homonymes, voir Home for Christmas.
Home for Christmas, ou Noël en bonne compagnie au Québec (Hjem til jul) est une série télévisée de Noël de comédie romantique norvégienne créée par Per-Olav Sørensen, diffusée à partir du 5 décembre 2019 sur la plate-forme Netflix.

## Synopsis
Johanne, jeune femme de 30 ans charmante et rigolote, a une vie bien remplie. Elle est comblée par son travail en tant qu'infirmière dans le département de soins intensifs d'un hôpital et est bien entourée d'amis et de sa famille. Malgré cela, ses parents s'inquiètent et lui mettent de la pression pour qu'elle se trouve un petit ami, ce qui l'amène à leur annoncer au cours d'un dîner qu'elle est en couple et qu'elle va leur présenter son petit ami le jour de Noël. Avec l'aide de sa colocataire Jørgunn, elle cherchera activement car il ne lui reste que 24 jours pour le trouver,.

## Distribution
- Ida Elise Broch (no) (VF : Vanessa Van-Geneugden) : Johannne
- Gabrielle Leithaug (VF : Véronique Picciotto) : Jørgunn
- Dennis Storhøi (VF : Jean-Louis Faure) : Tor
- Anette Hoff (no) (VF : Colette Marie) : Jorid
- Hege Schøyen (no) (VF : Françoise Cadol) : Bente
- Felix Sandman (VF : Romain Altché) : Jonas
- Line Verndal (no) (VF : Virginie Kartner) : Eira
- Oddgeir Thune (no) (VF : Damien Boisseau) : Henrik
- Ghita Nørby (VF : Cathy Cerdà) : Mrs Nergaard (saison 1)
- Bjørn Skagestad (no) (VF : Guillaume Orsat) : Bengt Erik Lovskog (saison 1)

 Source et légende : version française (VF) sur RS Doublage

## Tournage
La série est tournée à Røros et à Oslo en Norvège,,,.

## Épisodes

### Première saison (2019)
La 1re saison a été disponible à partir du 5 décembre 2019.
1. Le gros mensonge de Noël
2. Rencards en série
3. L'Âge tendre et l'âge mûr
4. Fête et flirt
5. Chagrin
6. 3, 2, 1… Noël !

### Deuxième saison (2020)
La diffusion d'une saison 2 est programmée pour le 18 décembre 2020.
1. Je t'aime. Ou pas.
2. Une envie de vengeance
3. Un passé marquant
4. Le speed dating de Noël
5. Un rencard princier
6. Chaos sous le sapin